# Port lotniczy D’Arros
Port lotniczy D’Arros ICAO: FSDA) – prywatny port lotniczy położony na wyspie D’Arros (Seszele).

## Linie lotnicze i połączenia
| Linia Lotnicza | Kierunek          |
| -------------- | ----------------- |
| Air Seychelles | Czartery: 1. Mahé |